# Calantica decaryana
Calantica decaryana är en videväxtart som beskrevs av Joseph Marie Henry Alfred Perrier de la Bâthie. Calantica decaryana ingår i släktet Calantica och familjen videväxter. Inga underarter finns listade i Catalogue of Life.